# NGC 1875
NGC 1875 é uma galáxia elíptica (E-S0) localizada na direcção da constelação de Orion. Possui uma declinação de +06° 41' 20" e uma ascensão recta de 5 horas, 21 minutos e 45,7 segundos.
A galáxia NGC 1875 foi descoberta em 18 de Novembro de 1863 por Albert Marth.